# 斯洛伐克餃子

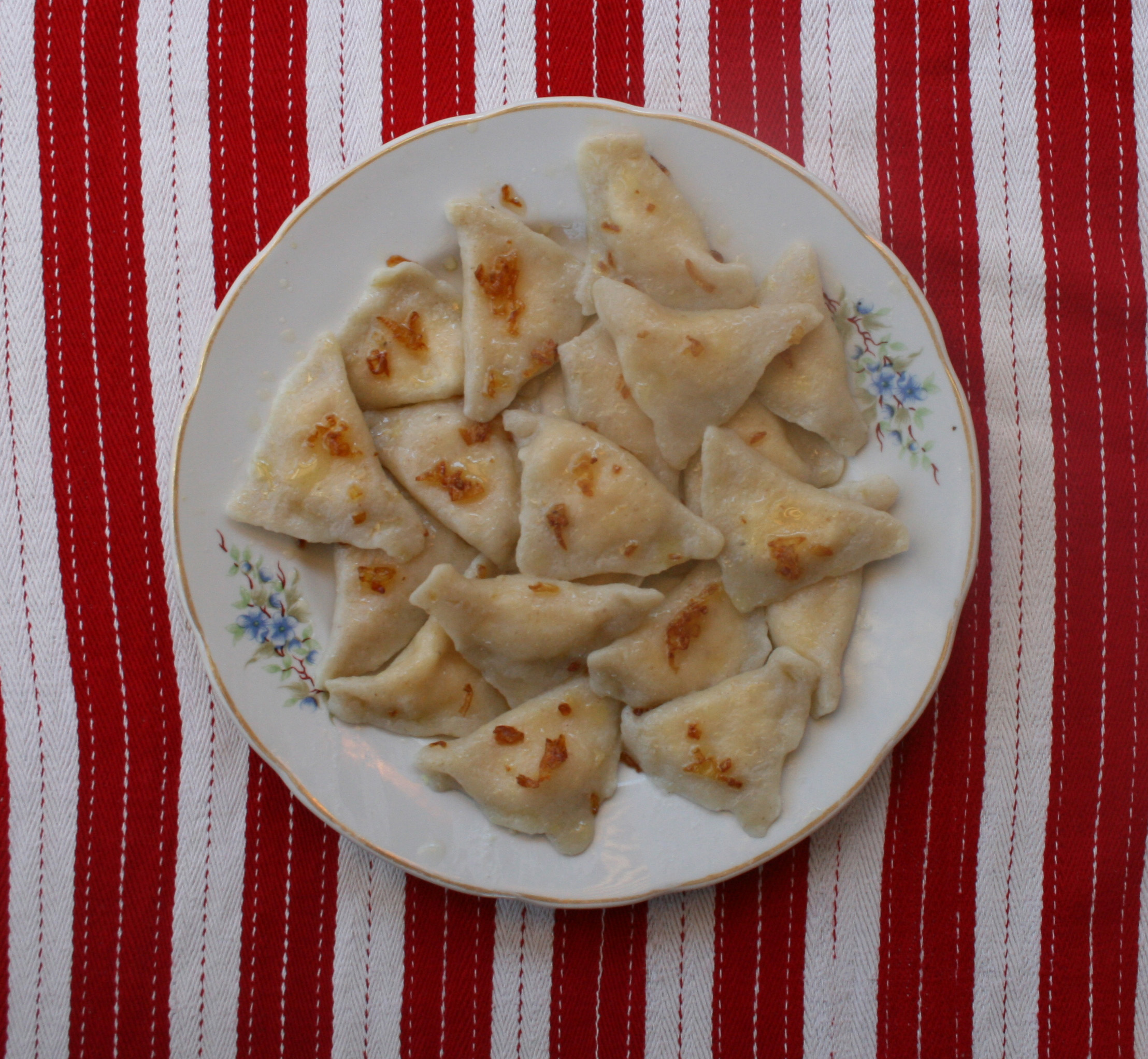
斯洛伐克餃子

斯洛伐克餃子是包著果醬、茅屋起司、中東歐羊起司或馬鈴薯的餃子，是斯洛伐克的傳統菜餚。
斯洛伐克餃子的材料包括馬鈴薯、麵粉和食鹽。常見的作法會用茅屋起司或是果醬當作餡料，外層再加上麵包屑、肉桂、細糖以及奶油。

## 作法
餃子的外層是會用煮熟的馬鈴薯、麵粉、蛋和鹽製成麵團，擀平後再切成小片，是餃子的皮。其內饀會用茅屋起司或是果醬，最後再將餃子成形。之後再將餃子用水煮過，取出後再在餃子外圍加上溶化的奶油，灑上麵包屑、肉桂及細糖。